# Tmarus geayi
Tmarus geayi là một loài nhện trong họ Thomisidae.
Loài này thuộc chi Tmarus. Tmarus geayi được Lodovico di Caporiacco miêu tả năm 1954.